# Ars-sur-Formans
Ars-sur-Formans är en stad och kommun i departementet Ain i regionen Auvergne-Rhône-Alpes i sydöstra Frankrike. Kommunen ligger  i kantonen Reyrieux som ligger i arrondissementet Bourg-en-Bresse. Kommunens areal är 5,5 km². År 2022 hade Ars-sur-Formans 1 513 invånare.

## Befolkningsutveckling
Antalet invånare i kommunen Ars-sur-Formans
Referens: INSEE